# ملی‌گرایی بلوچی

پرچم مورد استفاده اکثر ملی‌گراها و استقلال طلبان بلوچ.

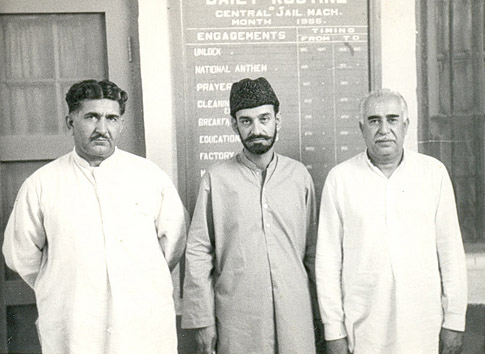
رهبران جنبش ملی‌گرایی بلوچی از چپ به راست:گل خان نصیر، عطالله مینگل، غوث بخش بزنجو

ملی‌گرایی بلوچی یا ناسیونالیسم بلوچی (بلوچی: راج دۏستی بلۏچی; اردو: بلوچ قوم پرستی) یک ایدئولوژی است که می‌گوید مردم بلوچ که ساکنان بومی بلوچستان بزرگ واقع در کشورهای پاکستان، ایران و افغانستان هستند باید با استقلال از کشورهای اصلی خود یک کشور مستقل بلوچ تأسیس کنند. این مناطق عبارت‌اند از: بلوچستان پاکستان، بلوچستان ایران و بلوچستان افغانستان. خاستگاه ملی‌گرایی امروزین بلوچ‌ها همراه به شورش در بلوچستان که سازمان‌های مختلف مبارز را درگیر کرد، دوره تجزیه هند بریتانیایی و متعاقب آن، به استقلال پاکستان برمی گردد، آنها ادعا دارند، کلات بزرگ‌ترین ایالت شاهزاده نشین بلوچ در سال ۱۹۴۸ توسط نیروهای پاکستانی تسخیر و علی‌رغم استقلال طلبی و اعلام استقلال بلوچستان(۱۵ اوت ۱۹۴۷)، محاصره نظامی شده تا به پاکستان ملحق شود.

## قومیت و ملی‌گرایی بلوچی
ملی‌گرایی بلوچی بیشتر در نواحی جنوبی و شرقی بلوچستان رواج دارد. 
خواسته‌های جنبش ملی‌گرایی بلوچی از حقوق بیشتر فرهنگی، اقتصادی و سیاسی، تا خودمختاری سیاسی، تا جدایی کامل و ایجاد یک کشور مستقل بلوچستان را شامل می‌شود. این جنبش سکولار است و بمانند دیگر همتایان خود در سایر نقاط پاکستان به شدت تحت تأثیر ایدئولوژی مارکسیستی چپ است.
این جنبش مدعی است که از دیاسپورای بلوچ در عمان، امارات، سوئد، نروژ و سایر کشورها حمایت قابل توجهی دریافت می‌کند. پاکستان بارها ادعاهایی مبنی بر این‌که جدایی‌خواهان بلوچ از هند کمک مالی دریافت می‌کنند را، مطرح کرده‌است، اگرچه هند این ادعا را رد می‌کند. به همین ترتیب، افغانستان به حمایت پنهانی از ستیزه‌جویان بلوچ اذعان کرده‌است. در دهه‌های ۱۹۶۰ و ۱۹۷۰ میلادی، جمهوری افغانستان پناهگاهی برای مبارزان بلوچ فراهم کرد. جمهوری افغانستان برای آموزش شبه نظامیان بلوچ و همچنین تهیه سلاح و مهمات در قندهار کمپ‌های آموزشی ایجاد کرده بود.

## ملی‌گرایی بلوچی امروزین
ملی‌گرایی بلوچی در شکل امروزین خود در قالب انجمن اتحاد بلوچ‌ها (سازمان اتحاد بلوچ) مستقر در موستنگ در سال ۱۹۲۹ به رهبری یوسف عزیز مگسی، عبدالعزیز کرد و دیگران آغاز شد. در نوامبر ۱۹۲۹، یوسف عزیز مگسی مقاله ای را منتشر کرد که اهداف این گروه را بیان می‌کرد:
1. اتحاد و استقلال بلوچستان؛
2. ایجاد یک نظام دموکراتیک و سوسیالیستی که توسط جهان‌بینی اسلامی هدایت می‌شود.
3. لغو نظام سرداری - جرگه؛
4. آموزش رایگان و اجباری برای بلوچ‌ها و برابری برای زنان بلوچ.
5. ترویج فرهنگ بلوچ[۶][۵]

همزمان با تشکیل انجمن، روشنفکران بلوچ در کراچی یک سازمان ملی‌گرا به نام اتحادیه بلوچ تشکیل دادند.
در فوریه ۱۹۳۷، انجمن سازماندهی مجدد کرده و به حزب ملی ایالت کلات تبدیل شد و برنامه سیاسی انجمن برای ایجاد یک ایالت متحد مستقل بلوچستان را ادامه داد. آن‌ها خواستار استقلال خانات تاریخی کلات شدند که بعداً در سال ۱۹۵۵ به پاکستان ملحق شد این حزب تحت سلطه عناصر سکولار، ضد امپریالیست و پوپولیست بود، مانند غوث بخش بیزنجو، میرگل‌خان نصیر و عبدالعزیز کرد. زمانی که انتخابات پارلمانی در ایالت کلات برگزار شد، این حزب با اکثریت قابل توجهی بزرگ‌ترین برنده بود.
در سال ۲۰۱۷، سازمان جهانی بلوچ در تاکسی‌های لندن تبلیغاتی را با عنوان #Balochistan Free همراه با شعارهایی مانند «ناپدید شدن‌های اجباری متوقف کنید» و «مردم بلوچ را نجات دهید» قرار داد. این‌ها فعالیت‌ها در ابتدا مجاز بودند، اما بعداً توسط شرکت حمل و نقل لندن ممنوع شدند. سازمان جهانی بلوچ مدعی شد که این امر نتیجه فشار دولت پاکستان پس از احضار کمیسر عالی بریتانیا در اسلام‌آباد برای حضور در مقابل وزیر خارجه پاکستان بوده‌است.

## احزاب ملی‌گرا بلوچ

### درپاکستان
- حزب جمهوریخواه بلوچ
- حزب جمهوری وطن
- جنبش ملی بلوچ
- حزب ملی بلوچستان (منگل)

### در ایران
- حزب مردم بلوچستان
- حزب‌ همبستگی ملی بلوچستان

## حمایت از جدایی طلبی در بلوچستان پاکستان
نیوز اینترنشنال در سال ۲۰۱۲ گزارش داد که یک سازمان محلی نظرسنجی گالوپ نظرسنجی را انجام داد که نشان می‌داد، اکثریت بلوچ‌ها از استقلال از پاکستان حمایت نمی‌کنند. حدود ۳۷ درصد بلوچ‌ها طرفدار استقلال بودند. در میان جمعیت پشتون بلوچستان حمایت از استقلال حتی کمتر و ۱۲ درصد بود. با این حال، اکثریت (۶۷ درصد) از جمعیت بلوچستان طرفدار خودمختاری بیشتر ایالتی بودند.
یک نظرسنجی در سال ۲۰۰۹ توسط مرکز تحقیقات پیو نشان داد که ۵۸٪ از پاسخ دهندگان در بلوچستان «پاکستانی» را به عنوان روش اصلی شناسایی خود انتخاب کردند، ۳۲٪ قومیت خود را و ۱۰٪ هر دو را به‌طور مساوی انتخاب کردند.